# San José, Coscomatepec
San José är en ort i Mexiko.   Den ligger i kommunen Coscomatepec och delstaten Veracruz, i den sydöstra delen av landet, 220 km öster om huvudstaden Mexico City. San José ligger 1 591 meter över havet och antalet invånare är 471.
Terrängen runt San José är lite bergig, och sluttar österut. Runt San José är det tätbefolkat, med 331 invånare per kvadratkilometer. Närmaste större samhälle är Heroica Coscomatepec de Bravo, 1,9 km söder om San José. Omgivningarna runt San José är en mosaik av jordbruksmark och naturlig växtlighet.